# Trietilentetramina
La trietilentetramina, llamada también trientina, trien y TETA, es una poliamina de fórmula molecular C6H18N4.
Su estructura es lineal con dos grupos amino primarios y dos secundarios.

## Propiedades físicas y químicas
La trietilentetramina es un líquido viscoso incoloro —o de color amarillo pálido por su oxidación al aire— con olor amoniacal.
Tiene su punto de ebullición a 267 °C y a 12 °C solidifica (de acuerdo a otras fuentes su punto de fusión es -35 °C).
En fase líquida posee una densidad prácticamente igual a la del agua (ρ = 0,982 g/cm³), mientras que su vapor es cinco veces más pesado que el aire.
Es totalmente soluble en agua, también en etanol y ácidos; el valor del logaritmo de su coeficiente de reparto, logP = -2,18, indica que su solubilidad es considerablemente mayor en disolventes hidrófilos que en disolventes hidrófobos. Posee una tensión superficial alta, 40,5 dina/cm, aunque lejos de la del agua (~ 72 dina/cm).
La trietilentetramina es un compuesto higroscópico. Reacciona violentamente con agentes oxidantes fuertes y ataca el aluminio, el zinc, el cobre y sus aleaciones.
Además es una base fuerte; la disolución acuosa de trietilentetramina al 1 % tiene pH = 10.

## Síntesis y usos

### Síntesis
La síntesis de la trietilentetramina se lleva a cabo por calentamiento de etilendiamina —o mezclas de etanolamina/amoníaco— sobre un óxido catalizador; este proceso rinde diversas aminas, que se separan entre sí por destilación y sublimación.
Otra ruta de síntesis utiliza como precursores dietilentriamina y aziridina, teniendo lugar un intercambio de grupo alquilo catalizado por paladio.

### Usos
La trietilentetramina fue primero usada para reticular («endurecer») resinas epoxi.
Por otra parte, el cloruro de trietilentetramina, conocido como cloruro de trientina, es un agente quelante, usado para atrapar y eliminar el cobre en el organismo humano al tratar la enfermedad de Wilson, en concreto en aquellos pacientes intolerantes a la penicilamina. Algunos autores recomiendan comenzar con el tratamiento con trientina, pero el uso de la penicilamina está muy extendido.
Recientemente se ha demostrado que la trietilentetramina se puede emplear para el tratamiento contra el cáncer, ya que es capaz de inhibir la telomerasa y posee propiedades anti-angiogénesis. Otro estudio apunta a que podría inducir la apoptosis de células de fibrosarcoma murino.
La trietilentetramina actúa como ligando tetradentado en química de coordinación, ámbito en el que es conocida como trien. 
Complejos octaédricos del tipo M(trien)Cl3 pueden adoptar diversas estructuras diasteroisoméricas, siendo la mayor parte de ellas quirales.

## Precauciones
La trietilentetramina es una sustancia combustible, aunque no arde con facilidad. Su punto de inflamabilidad es 122-129 °C y su temperatura de autoignición 335 °C. Al arder puede desprender óxidos de nitrógeno tóxicos.
Es un compuesto muy irritante para la piel y los ojos. En el medio ambiente resulta tóxico para las algas.